# コクテンカタギ
コクテンカタギ（黒点担、学名：Chaetodon guentheri）は、スズキ目チョウチョウウオ科に分類される魚類の一種。種小名は、動物学者ギュンターへの献名である。

## 形態
- 全長18cm[2]。
- 頭頂部、背中、体側の後ろ半分は黄色い。
- 体側全体に黒点が散りばめられている。

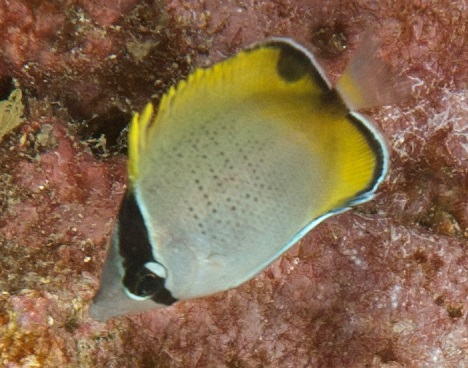
幼魚

- 幼魚の背鰭後端には黒い点がある[3]。

よく似た種

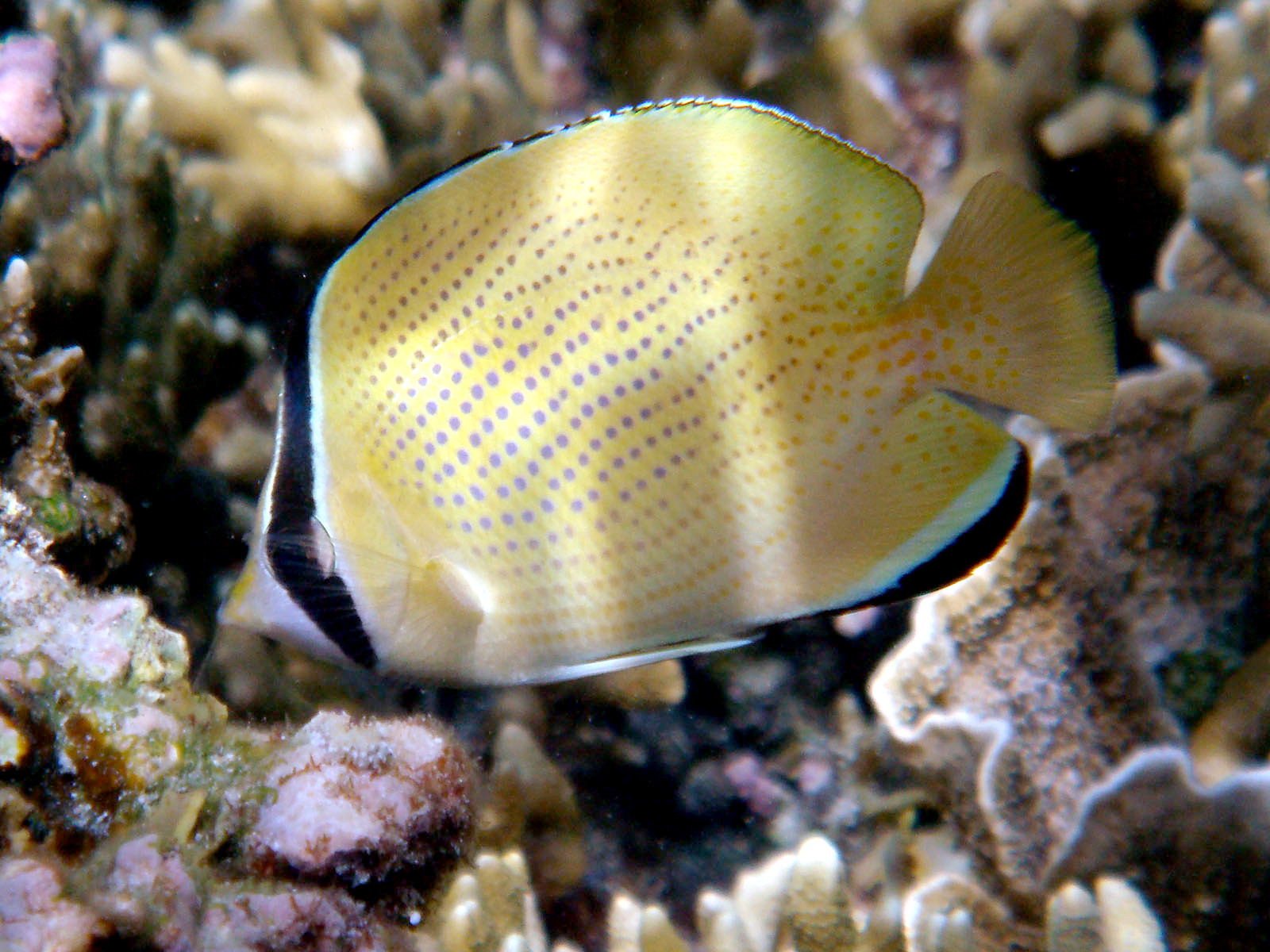
ゴマチョウチョウウオ

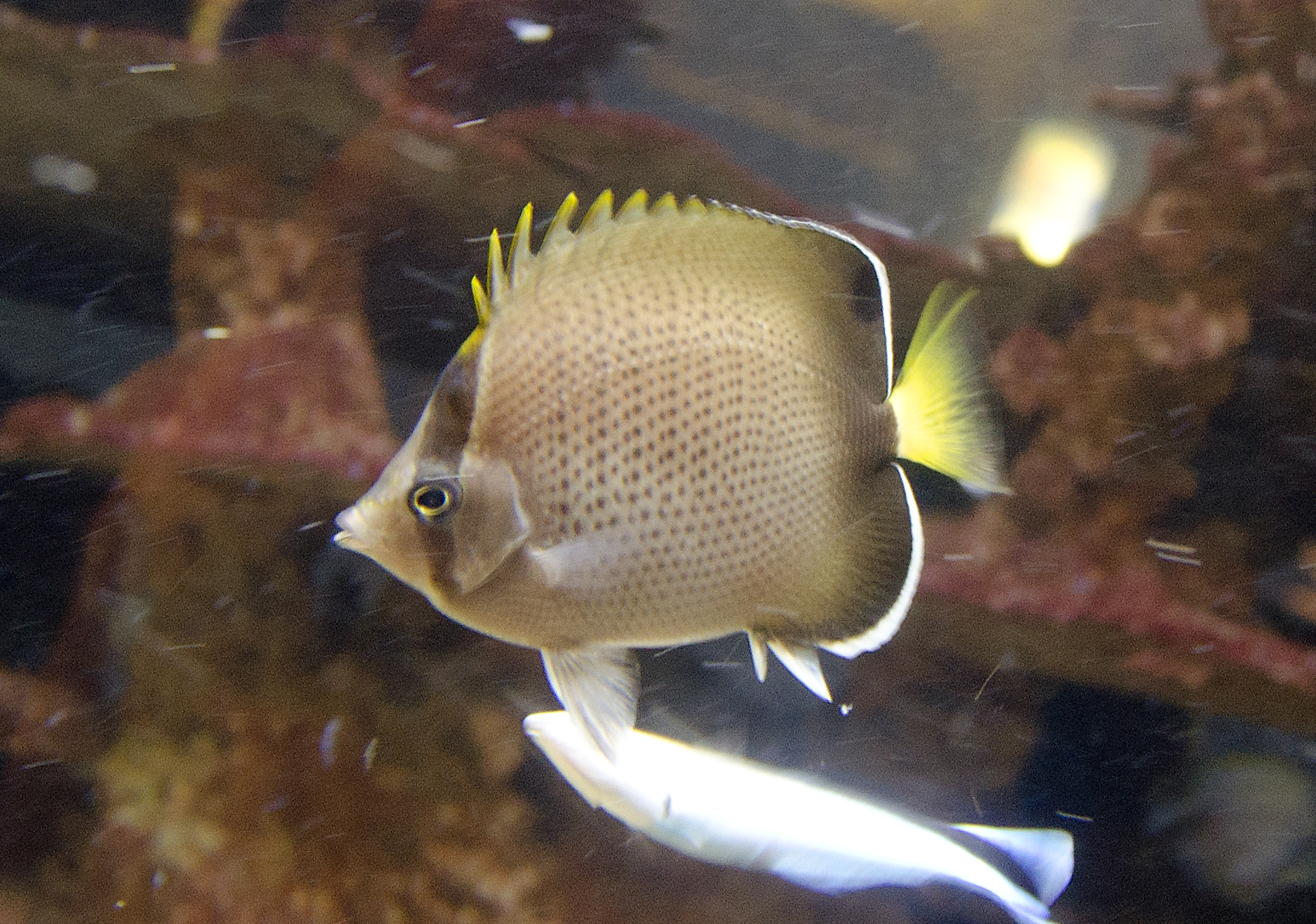
アフリカン・バタフライフィッシュ

よく似た種としてゴマチョウチョウウオ・アフリカン・バタフライフィッシュがいる。
両者は外見上酷似しているが、
本種とゴマチョウの場合、
- 臀鰭の黒い帯が、本種にはなくゴマチョウにはある[3]。

本種とアフリカン・バタフライの場合、
- 背鰭後方から臀鰭にかけての黒い線が、本種にはなく、アフリカン・バタフライにはある。

といった相違点がある。また、本種は西部太平洋に分布するのに対し、アフリカン・バタフライは西部インド洋のアフリカ沿岸、セーシェル、モーリシャスなどの島々に分布する。

## 生態
雑食だが、潮通しの良いところでプランクトンを主に食べる。
水深5-40mの潮の流れがかなり強いサンゴ礁、岩礁域に大きな群れを作って生息するとされるが、日本ではさらに深い場所で見られる。

## 分布
日本、台湾、フィリピン、パプアニューギニア、東オーストラリア沿岸。日本では本州中部以南に分布する。

## 人とのかかわり
観賞魚。